# Shellshock 2: Blood Trails
Shellshock 2: Blood Trails là trò chơi điện tử thuộc thể loại bắn súng góc nhìn thứ nhất lấy bối cảnh cuộc chiến tranh Việt Nam do hãng Rebellion Developments phát triển và Eidos Interactive phát hành cho các hệ máy PlayStation 3, Xbox 360 và Microsoft Windows. Game là phần tiếp theo của Shellshock: Nam '67 do hãng Guerrilla Games phát triển và Eidos phát hành vào năm 2004, Shellshock 2: Blood Trails chính thức phát hành vào tháng 2 năm 2009.

## Cốt truyện
Shellshock 2: Blood Trails thuộc dòng bắn súng góc nhìn thứ nhất lấy bối cảnh chiến tranh Việt Nam nhưng phần lớn đều mang hơi hướng hư cấu và giả tưởng nhiều hơn phần đầu. Câu chuyện xoay quanh một nhóm biệt kích Trung sĩ Caleb "Cal" Walker chỉ huy, người đã biến mất sau khi được gửi vào vùng rừng nhiệt đới ở Campuchia để lấy một kiện hàng bí ẩn được gọi là WhiteKnight, bị thất lạc sau khi một chiếc máy bay vận tải bị một chiếc chiến đấu cơ của quân đội Bắc Việt bắn hạ. Cal bị mất người của mình cho các nạn nhân đầu tiên của WhiteKnight, nguyên là phi hành đoàn máy bay Mỹ bị bắn rơi. Cal đã bị nhiễm loại virus mà anh không hề hay biết.
Một tháng sau khi sự kiện này, Cal đi ra khỏi rừng một mình, chỉ bị bắt giữ và đưa đến một căn cứ quân đội Mỹ ở vùng Cao nguyên Pleiku. Một người em mới nhập ngũ của Cal là Binh nhì Nathaniel "Nate" Walker do Trung sĩ Jack Griffin phái đến căn cứ để thu thập thông tin về WhiteKnight từ người anh trai loạn trí. Thật không may, Cal đã trốn thoát sau khi giết chết một số binh sĩ trong suốt cuộc tấn công của Quân Giải phóng vào Pleiku. Cuộc tổng tấn công của Quân Giải phóng (thường gọi là Việt Cộng, viết tắt VC) phối hợp cùng quân đội Việt Nam Dân chủ Cộng hòa do Nguyễn Văn Trang sắp đặt, Trang vốn là một sĩ quan Quân Giải phóng được gửi tới để bắt Cal đem về chiến khu nhằm tìm hiểu về WhiteKnight. 
Nate, với sự giúp đỡ của Griffin, và người lính Mỹ mà anh gặp trên đường đi phải mau chóng tìm kiếm và săn lùng Cal, di chuyển từ Pleiku đến một ngôi chùa cũ ở Campuchia. Nate còn được giao nhiệm vụ ngăn chặn Nguyễn Trang và các đồng chí của ông tới bắt Cal. Nate trong suốt cuộc hành trình trải qua buộc phải chiến đấu những người bị nhiễm với WhiteKnight, Quân Giải phóng và quân đội Việt Nam Dân chủ Cộng hòa để cuối cùng tìm cho bằng được người anh trai bị mất tích.

## Phát triển
Theo Giám đốc điều hành của Rebellion là Jason Kingsley, tựa game trước đây được phát triển bởi Core Design cho công ty mẹ Eidos trước khi Rebellion mua lại studio và đổi tên thành Rebellion Derby.

## Đón nhận
Game nhận được phần lớn lời đánh giá tiêu cực. Brett Todd của GameSpot chấm điểm cho game 4/10, nói rằng game mắc phải "những kẻ thù ngu ngốc", "điều khiển khủng khiếp", "thiết kế màn chơi đơn giản", "không có mục chơi mạng" và phần chiến dịch chơi đơn quá "ngắn". Todd cũng cho biết "ShellShock 2: Blood Trails mang chút hơi hướng Việt Nam với phần ứng dụng tự do của những lũ zombie" và "một vài sự sợ hãi tốt", nhưng cuối cùng "không có nhiều trò chơi ở đây". Anh kết luận bằng đánh giá của anh nói rằng: "Thậm chí nếu bạn đang quan tâm đến chiến tranh Việt Nam và có sự tôn sùng zombie, bạn có thể có thể tìm thấy cách sử dụng tốt hơn cho túi tiền của bạn".
Nhà phê bình Erik Brudvig của IGN cho biết: "bắn súng góc nhìn thứ nhất chẳng đáp ứng ngắn hạn và thường những người không có hầu bao dày cộm thường gặp khó khăn khi cạnh tranh với các đối thủ bậc cao. Đó là trường hợp với Shellshock 2". Brudvig nói rõ nhịp độ tiến triển của game "Shellshock 2 bắt đầu cũng đủ tốt, nhưng nhanh chóng tụt dốc và kết thúc trước khi bạn thực sự có thời gian để đánh giá đúng nó tệ như thế nào". Anh chấm điểm cho game 4.6/10. Cuối cùng, Brudvig cảm thấy rằng "hình ảnh, thiết kế màn chơi và về bất cứ điều gì khác bạn nghĩ không thể phù hợp với thể loại bắn súng góc nhìn thứ nhất".